# Stizus lacteipennis
Stizus lacteipennis  (лат.) — вид песочных ос из подсемейства Bembicinae (триба Stizini).  Туркменистан, Иран. Длина тела 18—22 мм. Тергиты брюшка с прерванными жёлтыми перевязями. Усики самок 12-члениковые (у самцов состоят из 13 сегментов). Внутренние края глаз субпараллельные (без выемки). Брюшко сидячее (первый стернит брюшка полностью находится под тергитом). В переднем крыле три кубитальные ячейки. Гнездятся в земле
.